# Биньдинь
Биньди́нь (вьет. Bình Định, тьы-ном 平定) — провинция в центральной части Вьетнама, на побережье Южно-Китайского моря. На севере граничит с провинцией Куангнгай, на юге — с Фуйен, на западе — с Зялай. Площадь — 6 039,6 км²; население по данным на 2009 год — 1 485 943 человек. Административный центр провинции — город провинциального подчинения Куинён, находится в 1062 км от Ханоя и в 657 км от Хошимина.

## История
Территория провинции в средние века принадлежала королевству Тямпа.
К провинции приписаны острова Спратли.

## Административное деление
В административном отношении Биньдинь подразделяется на:
- город провинциального подчинения Куинён
- город Аннён

и 9 уездов:
- Анлао[англ.]
- Хоайан[англ.]
- Хоайнён[англ.]
- Фукат[англ.]
- Фуми[англ.]
- Туифыок[англ.]
- Тэйшон[англ.]
- Ванкань
- Виньтхань[англ.]

## Экономика
Провинция является воротами в Центральное нагорье страны: морской порт в Куинёне находится на стыке двух национальных шоссе. В 2009 году Биньдинь получил в национальном конкурсе среди провинций наивысший рейтинг по показателю «инфраструктура».
Экономика провинции с характером мелкотоварного производства. Имеется множество деревообрабатывающих предприятий.

## Туризм
В провинции не настолько ещё освоены морские пляжи, как в соседних провинциях. Основные туристические достопримечательности связаны с культурой королевства Тямпа: башни и храмы.
Аэропорт Фукат в 30 км от Куинёна.

## Галерея
- Тямские башни
- Пейзаж в центральной части провинции
- Национальная трасса 1 в провинции Биньдинь
- Залив Чинай, город Куйнён